# Робер, Жоэль
Робер Жоэль (фр. Joël Robert; 26 ноября 1943 — 13 января 2021) — бельгийский профессиональный мотогонщик. Он участвовал в чемпионатах мира по мотокроссу с 1960 по 1976 год, когда этот вид спорта пережил всплеск популярности во всём мире. Шестикратный чемпион мира, Робер доминировал в классе 250 см³ почти десять лет, когда он занимал первое или второе место каждый год в период с 1964 по 1972 год, включая пять чемпионатов мира подряд. За свою карьеру он выиграл в общей сложности 50 гонок Гран-при, что является рекордом почти на 30 лет.
Успех Робера на гоночной трассе вместе с его озорным характером сделал его одним из самых известных и популярных гонщиков мотокросса начала 1970-х годов. Он был известен как один из самых талантливых гонщиков мотокросса своей эпохи, однако он также был известен своим курением сигарет и отсутствием физической подготовки, несмотря на свое дородное телосложение. Его соперничество с Торстеном Холлманом привело к одним из лучших гонок в истории чемпионатов.
Робер сыграл важную роль в распространении мотокросса в Соединённых Штатах и послужил источником вдохновения для первых американских гонщиков мотокросса. За его вклад в развитие американского мотокросса в 2000 году он был введен в Зал славы мотоциклов AMA. В 2020 году Робер был назван легендой мотокросса FIM.

## Карьера мотогонщика
Робер родился в Шатле, Бельгия, и начал кататься на мотоциклах в возрасте 6 лет, когда его отец, бывший гонщик по мотокроссу и спидвею, построил ему его первый мотоцикл, 125-кубовый Gillet. Кумирами его детства были бельгийские звёзды мотокросса Рене Баетен и Огюст Мингельс. Он принял участие в своей первой гонке 10 апреля 1960 года на 250-кубовом Zündapp. Его родители сопровождали его на многих гонках недалеко от Бельгии. В других случаях он путешествовал с другими гонщиками или иногда поездом со своим разобранным мотоциклом, упакованным в ручную кладь.
После получения лицензии в 1961 году он переключился на езду на Greeves и выиграл шесть гонок, заняв второе место в национальном чемпионате Бельгии по мотокроссу 250 см³. В следующем году он одержал пять побед на 250-кубовом Greeves и выиграл национальный чемпионат Бельгии по мотокроссу 1962 года, а также начал участвовать в некоторых гонках Гран-при чемпионата мира по мотокроссу, закончив сезон на 14-м месте в мире. В 1963 году он снова стал чемпионом Бельгии на Greeves и участвовал во всех этапах Гран-при чемпионата мира, где в конце сезона занял 25-е место в мире.
В 1964 году бельгийским импортер CZ предложил Роберу мотоцикл для участия в чемпионате мира по мотокроссу в качестве независимого гонщика. Он выиграл 9 из 14 гонок Гран-при в том году и стал чемпионом мира, опередив Торстена Холлмана, занявшего второе место. В возрасте 20 лет он стал самым молодым на тот момент чемпионом мира по мотокроссу. Он также выиграл национальный чемпионат Бельгии. Его впечатляющие результаты принесли ему место в заводской гоночной команде CZ в сезоне 1965 года, однако у него возникли механические неисправности, и в конце сезона он занял второе место после Виктора Арбекова в чемпионате мира по мотокроссу в классе 250 см³.
Следующие три сезона были отмечены соперничеством между Робером и Холлманом. Робер финишировал вторым после Холлмана на чемпионатах мира в классе 250 см³ 1966 и 1967 годов, прежде чем он победил Холлмана в 1968 году с разницей в два очка и выиграл свой второй чемпионат мира. Он выиграл шесть гонок Гран-при в сезоне 1969 года, успешно защитив свой титул чемпиона мира, победив Сильвена Гебурса, занявшего второе место. Робер также был членом бельгийской команды, выигравшей в 1969 году Motocross des Nations на мотоциклах с объёмом двигателя 500 см³ и Trophée des Nations на мотоциклах с объёмом двигателя 250 см³, что стало первой победой Бельгии на этом мероприятии за восемнадцать лет.

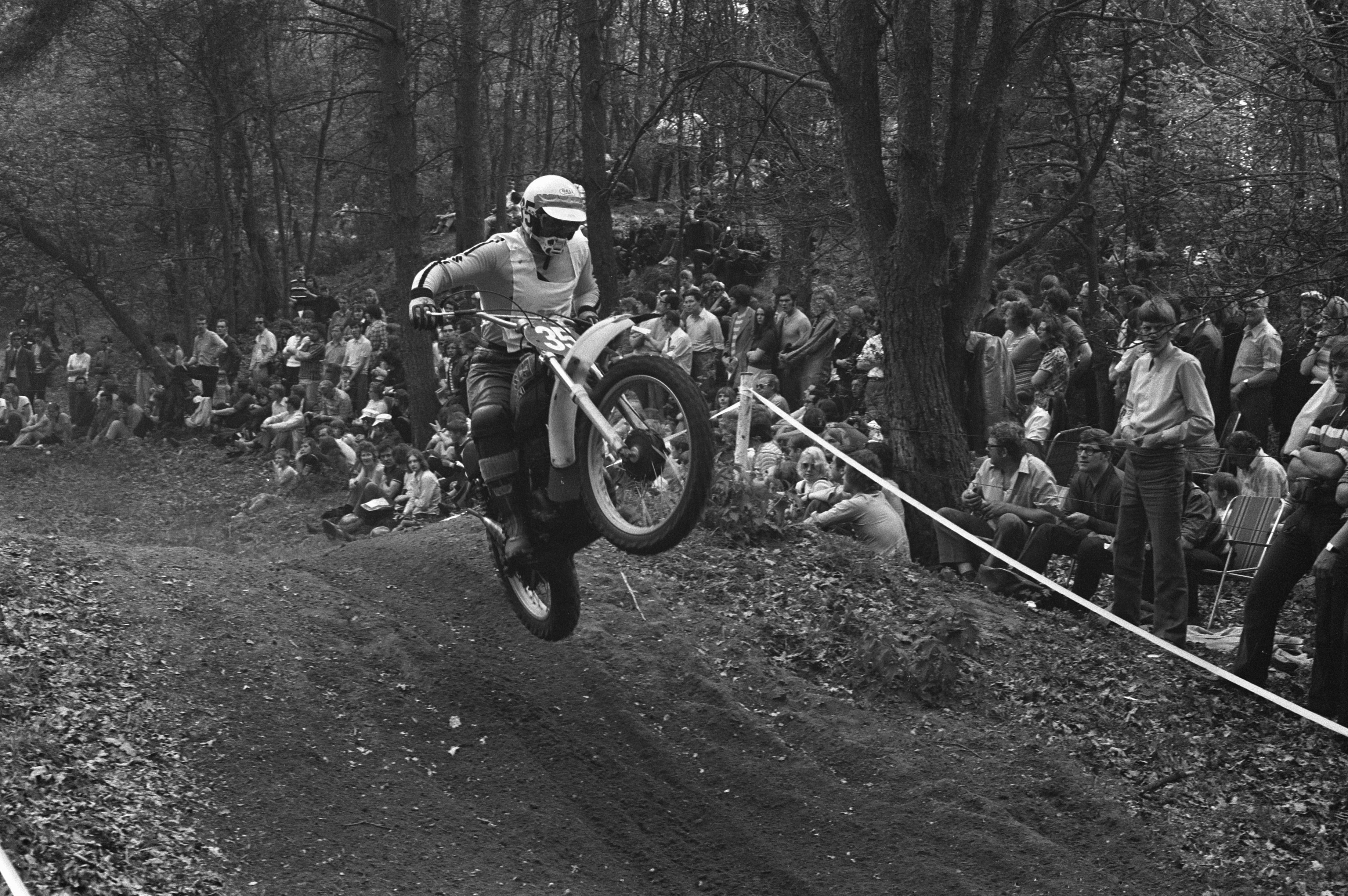
Робер в действии, 1972 год.

В сезоне 1970 года Робера переманил из CZ японский производитель Suzuki, который стремился проникнуть в европейский спорт. Он продолжил свою победную серию с Suzuki, выиграв чемпионат мира 1970 года в классе 250 см³ с отрывом в два очка от своего товарища по команде Suzuki Сильвена Гебурса. Он также помог бельгийской команде снова стать победителями Мотокросса Наций 1970 года и Трофея Наций. Робер сыграл важную роль в зарождении мотокросса в Соединённых Штатах, участвуя в серии мотокросса Trans-AMA, в которой участвовали лучшие европейские гонщики, соревнующиеся с лучшими американскими гонщиками. Он доминировал в серии Trans-AMA 1970 года, выиграв шесть гонок подряд. Его участие в серии Trans-AMA в конце года придало авторитет первому американскому чемпионату по мотокроссу.
Робер продолжал править чемпионатом мира в классе 250 см³ в 1971 году, выиграв восемь из двенадцати гонок Гран-при в том году. В сезоне чемпионата мира в классе 250 см³ 1972 года он выиграл шесть из первых восьми гонок Гран-при, создав непреодолимое преимущество на пути к пятой подряд победе в чемпионатах мира. Он также участвовал в триумфе бельгийских команд на Motocross des Nations и Trophée des Nations 1972 года.
Робер получил травму колена в сезоне 1972 года, но отказался от операции. Эта травма повлияла на его выступление в сезоне 1973 года, и он опустился на 18-е место в чемпионате мира. Он продолжал бороться со своей травмой в течение следующих двух сезонов, прежде чем Судзуки освободил его от контракта после сезона 1975 года. Он подписал контракт с Puch, но участвовал только в нескольких гонках Гран-при и закончил сезон, заняв 19-е место в чемпионате мира 250 см³ 1976 года. Его последней профессиональной гонкой была международная гонка во Франции на Puch 400MC.
Робер за свою карьеру одержал более 250 мировых и международных побед, в том числе шесть чемпионатов мира по мотокроссу 250 см³ и 50 побед в Гран-при, и был членом трёх победивших бельгийских команд по мотокроссу. Его рекорд из 50 побед в Гран-при по мотокроссу продержался почти 30 лет, пока в 2004 году его не побил бельгиец Стефан Эвертс. Гонщик Гран-при Америки по мотокроссу Джим Померой прокомментировал впечатляющую физическую силу Робера в интервью, вспомнив, как наблюдал, как тот поднимал заднюю часть небольшой машины.

## Более поздняя жизнь
Робер был занесен в Зал славы мотоциклов AMA вместе с Торстеном Холлманом в 2000 году. Он также был менеджером бельгийской команды Motocross des Nations и привёл её к победе в 1997 и 1998 годах.
У Робера развился диабет, в результате чего в 2018 году ему ампутировали ногу. Он также страдал от проблем с лёгкими и перенёс несколько инсультов. Робер заразился COVID-19 в начале 2021 года во время пандемии COVID-19 в Бельгии и был госпитализирован, но там у него случился сердечный приступ, в результате которого он впал в кому. Он умер 13 января 2021 года.

## Результаты Гран-при по мотокроссу
| Год  | Класс   | Команда | Место |
| ---- | ------- | ------- | ----- |
| 1962 | 250 см³ | Greeves | 14    |
| 1963 | 250 см³ | Greeves | 25    |
| 1964 | 250 см³ | CZ      | 1     |
| 1965 | 250 см³ | CZ      | 2     |
| 1966 | 250 см³ | CZ      | 2     |
| 1967 | 250 см³ | CZ      | 2     |
| 1968 | 250 см³ | CZ      | 1     |
| 1969 | 250 см³ | CZ      | 1     |
| 1970 | 250 см³ | Сузуки  | 1     |
| 1971 | 250 см³ | Сузуки  | 1     |
| 1972 | 250 см³ | Сузуки  | 1     |
| 1973 | 250 см³ | Сузуки  | 18    |
| 1974 | 250 см³ | Сузуки  | 10    |
| 1975 | 250 см³ | Сузуки  | 9     |
| 1976 | 250 см³ | Puch    | 18    |